# Dmitrij Pozjarskij
Dmitrij Michajlovitj Pozjarskij (ryska: Дмитрий Михайлович Пожарский), född den 17 oktober 1577, död den 30 april 1642, var en rysk furste och nationalhjälte.
Pozjarskij skickades 1608 att försvara Kolomna och blev 1610 vojvod i Saraj. Han deltog 1611 i ett anfall på polackerna. Sårad vid Lubjanka, flyttade Pozjarskij till sin egendom vid Volga, där han, på uppmaning av Kuzma Minin, ställde sig i spetsen för den nationella resningen mot polackerna, trots att han personligen föga utmärkte sig. Efter att ha brutit upp från Jaroslavl ryckte han långsamt över Suzdal till Moskva, dit han anlände samtidigt med Chodkiewicz. Efter två månaders belägring intogs Moskva, och därmed var hans roll utspelad. Han upphöjdes av tsar Mikael i bojarvärdighet 1613, deltog i det polska fälttåget 1618 och blev 1628 vojvod i Novgorod, 1635 i Rjazan, men hade föga politiskt inflytande. Hans bildstod finns i Moskva och Nizjnij Novgorod. 
Asteroiden 7979 Pozharskij är uppkallad efter honom.